# Vas vármegyei 1. sz. országgyűlési egyéni választókerület
A Vas vármegyei 1. sz. országgyűlési egyéni választókerület egyike annak a 106 választókerületnek, amelyre a 2011. évi CCIII. törvény Magyarország területét felosztja, és amelyben a választópolgárok egy-egy országgyűlési képviselőt választhatnak. A választókerület nevének szabványos rövidítése: Vas 01. OEVK. Székhelye: Szombathely

## Területe
A választókerület az alábbi településeket foglalja magába:
1. Balogunyom
2. Bucsu
3. Dozmat
4. Felsőcsatár
5. Horvátlövő
6. Nárai
7. Narda
8. Pornóapáti
9. Sé
10. Szombathely
11. Torony
12. Vaskeresztes

## Országgyűlési képviselője
| Név             | Párt                                         | Párt        | Terminus    | Megjegyzés                                   |
| --------------- | -------------------------------------------- | ----------- | ----------- | -------------------------------------------- |
| Dr. Hende Csaba |                                              | Fidesz-KDNP | 2014 – 2025 | A 2014-es országgyűlési választás eredménye: |
| Dr. Hende Csaba | A 2018-as országgyűlési választás eredménye: | Fidesz-KDNP | 2014 – 2025 |                                              |
| Dr. Hende Csaba | A 2022-es országgyűlési választás eredménye: | Fidesz-KDNP | 2014 – 2025 |                                              |

## Demográfiai profilja
| Iskolai végzettség                | Iskolai végzettség               | Iskolai végzettség | Iskolai végzettség | Iskolai végzettség |
| --------------------------------- | -------------------------------- | ------------------ | ------------------ | ------------------ |
|                                   |                                  |                    |                    | fő                 |
| Általános iskolát nem végezte el  | Általános iskolát nem végezte el |                    | 837                | 837                |
| Általános iskola                  | Általános iskola                 |                    | 11211              | 11211              |
| Szakmunkás                        | Szakmunkás                       |                    | 14986              | 14986              |
| Érettségi                         | Érettségi                        |                    | 27240              | 27240              |
| Diploma                           | Diploma                          |                    | 18826              | 18826              |
| A 2022. évi népszámlálás szerint. |                                  |                    |                    |                    |

A Vas vármegyei 1. sz. választókerület lakónépessége 2022. október 1-jén 86 915 fő volt. A 2011-es és a 2022-es népszámlálás között 346 fővel csökkent a választókerület lakosság száma. A választókerületben a korösszetétel alapján a legtöbben a középkorúak élnek 32 209 fővel, míg a legkevesebben a gyermekek 13 815 fővel. A választókerület lakosságának a 85,3%-nál van internet elérési lehetőség.
A legmagasabb befejezett iskolai végzettség szerint az érettségi végzettséggel rendelkezők élnek a legtöbben 27 240 fő, utánuk a következő nagy csoport a diplomások 18 826 fővel.
Gazdasági aktivitás szerint a lakosság közel fele foglalkoztatott 44 769 fő, második legjelentősebb csoport az inaktív keresők, akik főleg nyugdíjasok 19 921 fővel.
A választókerület legjelentősebb nemzetiségi csoportja a német 1557 fő, illetve a horvát 819 fő. Magyar állampolgársággal nem rendelkező külföldi állampolgárok aránya 1,9%.
Vallási összetétel szerint a választókerületben lakók legnagyobb vallása a római katolikus (32 496 fő), valamint jelentős közösség még az evangélikusok (1689 fő). A vallási közösséghez nem tartozók száma szintén jelentős (6123 fő), a választókerületben a második legnagyobb csoport a római katolikus vallás után.

## Országgyűlési választások
| Párt                             |                        | Jelölt                 | Szavazatok | %     | ± %  |
| -------------------------------- | ---------------------- | ---------------------- | ---------- | ----- | ---- |
| Fidesz-KDNP                      |                        | Hende Csaba            | 25 792     | 49,95 | 0,03 |
| Egységben Magyarországért        |                        | Czeglédy Csaba         | 20 771     | 40,23 | 7,59 |
| Mi Hazánk                        |                        | Vadon István           | 2421       | 4,69  | Új   |
| MKKP                             |                        | Nagy Dávid             | 1585       | 3,07  | 1,64 |
| MEMO                             |                        | Tömböly Tamás          | 530        | 1,03  | Új   |
| Normális Párt                    |                        | Horváth Éva            | 467        | 0,90  | Új   |
| Munkáspárt-ISZOMM                |                        | Hegedüs Máté           | 71         | 0,14  | Új   |
| Megjelent                        | Megjelent              | Megjelent              | 52 279     | 76,41 | 0,52 |
| Választópolgárok száma           | Választópolgárok száma | Választópolgárok száma | 68 418     | 100   | 3,5  |
| A Fidesz-KDNP tartja a körzetet. |                        |                        |            |       |      |

| Párt                             |                        | Jelölt                      | Szavazatok | %     | ± %   |
| -------------------------------- | ---------------------- | --------------------------- | ---------- | ----- | ----- |
| Fidesz-KDNP                      |                        | Hende Csaba                 | 26 086     | 49,92 | 4,97  |
| MSZP-Párbeszéd                   |                        | Nemény András               | 15 950     | 30,52 | 0,12  |
| Jobbik                           |                        | Balassa Péter               | 6576       | 12,58 | 2,76  |
| LMP                              |                        | Németh Ákos                 | 1854       | 3,55  | 2,65  |
| MKKP                             |                        | Viszlayné Pavelkovits Petra | 748        | 1,43  | Új    |
| Momentum                         |                        | Falta Péter                 | 610        | 1,17  | Új    |
| Egyéb pártok                     |                        |                             | 430        | 2,11  | 0,76  |
| Megjelent                        | Megjelent              | Megjelent                   | 52 830     | 75,89 | 10,66 |
| Választópolgárok száma           | Választópolgárok száma | Választópolgárok száma      | 69 610     | 100   | 1,8   |
| A Fidesz-KDNP tartja a körzetet. |                        |                             |            |       |       |

| Párt                                |                        | Jelölt                 | Szavazatok | %     | ± % |
| ----------------------------------- | ---------------------- | ---------------------- | ---------- | ----- | --- |
| Fidesz-KDNP                         |                        | Hende Csaba            | 20 612     | 44,95 |     |
| Összefogás                          |                        | Nemény András          | 14 049     | 30,64 |     |
| Jobbik                              |                        | Balassa Péter          | 7034       | 15,34 |     |
| LMP                                 |                        | Horváth Zoltán         | 2841       | 6,2   |     |
| Egyéb pártok                        |                        |                        | 1072       | 2,87  |     |
| Megjelent                           | Megjelent              | Megjelent              | 46 255     | 65,23 |     |
| Választópolgárok száma              | Választópolgárok száma | Választópolgárok száma | 70 912     | 100   |     |
| A Fidesz-KDNP nyeri meg a körzetet. |                        |                        |            |       |     |

## Ellenzéki előválasztás – 2021
| Frakció                              |                 | Jelölő szervezetek                         | Jelölt          | Szavazatok | %     |
| ------------------------------------ | --------------- | ------------------------------------------ | --------------- | ---------- | ----- |
| DK                                   |                 | DK                                         | Czeglédy Csaba  | 3837       | 50,43 |
| LMP                                  |                 | LMP, Jobbik, MSZP, Párbeszéd, Momentum, ÚK | Ungár Péter     | 3661       | 48,12 |
| ÚVNP/DK                              |                 | ÚVNP                                       | Koczka Tibor    | 110        | 1,45  |
| Összes szavazat                      | Összes szavazat | Összes szavazat                            | Összes szavazat | 7608       |       |
| Czeglédy Csaba nyeri meg a körzetet. |                 |                                            |                 |            |       |